# Tomoki Hidaka
Tomoki Hidaka (日高 智樹 Hidaka Tomoki?, nacido el 6 de abril de 1980 en Miyazaki) es un exfutbolista japonés. Jugaba de centrocampista y su único club fue el Giravanz Kitakyushu de Japón.

## Trayectoria

### Clubes
| Club                | País  | Año         |
| ------------------- | ----- | ----------- |
| Giravanz Kitakyushu | Japón | 2003 - 2010 |